# François Prélat
François Prélat (mort à Paris le 11 mai 1859) est un armurier et inventeur français. Il est supposé avoir inventé la première cartouche moderne en 1808, ainsi que l'amorce en 1818.
En coopération avec l'armurier suisse Jean Samuel Pauly, François Prélat inventa, entre 1808 et 1812, la première cartouche moderne, intégrant en un tout, une amorce de fulminate, la poudre noire et une balle ronde, une broche de percussion provoquant l'allumage. Il s'agit d'une nette amélioration de l'invention de Jean Lepage, dans lequel le fulminate était simplement versé dans le bassinet à proximité de la culasse.
La nouvelle cartouche a été particulièrement utile pour les armes à feu de cavalerie, car les mouvements du cheval et la difficulté de mouvement rendait le chargement des armes classiques extrêmement difficile. Cette conception à amorce centrale est aujourd'hui la plus couramment utilisée. Les deux hommes ont monté, ensemble, une armurerie au 4, rue des Trois-Frères, à Paris.
Sous la Restauration, il obtient un privilège comme « arquebusier du Comte d'Artois. » En 1818, Prélat a pris un brevet, ou Certificat d'addition, pour l'invention de l'amorce à percussion (capsule d'amorçage en cuivre) pour être utilisé dans les cartouches,, remplaçant ainsi le mécanisme de verrouillage du magasin.
Prélat a exposé certaines armes à feu de sa conception à l'Exposition universelle de Paris en 1855.